# Lac de la Vache
Lac de la Vache är en sjö i Kanada.   Den ligger i regionen Mauricie och provinsen Québec, i den sydöstra delen av landet, 300 km norr om huvudstaden Ottawa. Lac de la Vache ligger 515 meter över havet. Den ligger vid sjön Lac en Croix.
I omgivningarna runt Lac de la Vache växer i huvudsak blandskog. Trakten runt Lac de la Vache är nära nog obefolkad, med mindre än två invånare per kvadratkilometer.